# Keke Palmer
Lauren Keyana 'Keke' Palmer (Harvey, Illinois, 26 augustus 1993) is een Amerikaans zangeres, actrice en presentatrice. Ze is vooral bekend door de televisieserie True Jackson, VP waar ze de hoofdrol vertolkte van het personage True. Ze werd in 2019 door het Amerikaanse blad Time genoemd in de top 100 van meest invloedrijke personen ter wereld.

## Biografie
Zij begon met zingen op zesjarige leeftijd in een kerkkoor en werd bekend door haar rol in de film Akeelah and the Bee en door de rol van Mary in Jump In!. Haar acteercarrière begon met de film Barbershop 2: Back in Business waarin zij het gemene nichtje speelt van Gina, die ook een eigen shop heeft. Ze speelde van 2009 tot 2011 de hoofdrol in True Jackson, VP. Ze presenteerde de talkshow Just Keke (2014) en presenteerde met Michael Strahan en Sara Haines de talkshow Strahan, Sara en Keke (2019-2020), de laatste leverde haar een Daytime Emmy Award-nominatie op. In 2020 presenteerde ze de MTV Video Music Awards waarmee ze de eerste zwarte vrouw was die het evenement alleen presenteerde.

## Privé
Palmer heeft één zoon.

## Prijzen en nominaties
- Black Movie Awards
  - 2006, Beste Actrice: Akeelah and the Bee (winnaar)
- Black Reel Awards
  - 2007, Beste Actrice: Akeelah and the Bee (winnaar)
  - 2007, Beste Nieuwkomer: Akeelah and the Bee (nominatie)
- Critics' Choice Award
  - 2007, Beste jonge actrice: Akeelah and the Bee (nominatie)
- Chicago Film Critics
  - 2007, Meest belovende nieuwkomer: Akeelah and the Bee (nominatie)
- Image Awards
  - 2007, Outstanding Actress in een film: Akeelah and the Bee (winnaar)
  - 2005, Outstanding Actress in een Mini-Serie/TV Film: The Wool Cap (nominatie)
- Screen Actors Guild Award
  - 2005, Vrouwelijke acteur in een miniserie of televisiefilm: The Wool Cap (nominatie)

## Albums en singles
Op 18 september 2007 bracht ze haar debuutalbum uit in de VS. Dit album heeft als titel "So Uncool".
| Jaar | Titel              | Album                   | Hoogste notering |
| Jaar | Titel              | Album                   | VS               |
| ---- | ------------------ | ----------------------- | ---------------- |
| 2006 | "All My Girlz"     | Akeelah and the Bee OST | —                |
| 2006 | "It's My Turn Now" | Jump In! OST            | 102              |
| 2007 | "Jumpin'"          | Jump In! OST            |                  |
| 2007 | "Footworkin'"      | So Uncool               | TBA              |

## Andere liedjes
- 2019 "GIANTS" van True Damage
- 2013 "The Other Side" van Jason Derulo
- 2012 "We Are" van Ice Age: Continental Drift
- 2007 "True to Your Heart" van DisneyMania Vol.5
- 2006 "Tonight" van Night at the Museum

## Film- en televisierollen
| Jaar      | Titel                             | Rol                              |
| --------- | --------------------------------- | -------------------------------- |
| 2004      | The Wool Cap                      | Lou                              |
| 2005      | Knights of the South Bronx        | Kenya Russell                    |
| 2005      | Law & Order: Special Victims Unit |                                  |
| 2006      | Akeelah and the Bee               | Akeelah Anderson                 |
| 2006      | Madea's Family Reunion            | Nichole 'Nikki' Grady            |
| 2007      | Cleaner                           | Rose Cutler                      |
| 2007      | Tyler Perry's House of Payne      | Nichole 'Nikki' Grady            |
| 2007      | Jump In!                          | Mary                             |
| 2008      | The Longshots                     | Jasmine Plummer                  |
| 2009-2011 | True Jackson, VP                  | True Jackson                     |
| 2009      | Shrink                            | Jemma                            |
| 2011      | Degrassi: The Next Generation     | zichzelf                         |
| 2011-2015 | Winx Club (Nickelodeon) versie)   | Aisha                            |
| 2011      | Winx Secret of the lost kingdom.  | Aisha                            |
| 2012      | Rags                              | Kadee Worth                      |
| 2012      | Ice Age: Continental Drift        | Peaches (stemrol)                |
| 2012      | Joyful Noise                      | Olivia Hill                      |
| 2014      | Grey's Anatomy                    | Cheryl Jeffries (één aflevering) |
| 2014      | Animal                            |                                  |
| 2015      | Scream Queens                     | Zayday Williams                  |
| 2015      | Brotherly Love                    | Jackie                           |
| 2016      | Ice Age: Collision Course         | Peaches (stemrol)                |
| 2019      | Hustlers                          | Mercedes                         |
| 2020      | 2 Minutes of Fame                 | Sky                              |
| 2022      | Alice                             | Alice                            |
| 2022      | Lightyear                         | Izzy Hawthorne (stemrol)         |
| 2022      | Nope                              | Emerald Haywood                  |
| 2025      | One of Them Days                  | Dreux                            |
| 2025      | The Pickup                        | Zoe                              |

## Soundtracks
- 2012 Rags
- 2012 Ice Age: Continental Drift
- 2007 Jump In!
- 2006 Akeelah and the Bee

## Trivia
- Ook is Palmer te zien in de videoclip van het nummer Runaway Love van Ludacris en Mary J. Blige